# Xylinophylla hypocausta
Xylinophylla hypocausta là một loài bướm đêm trong họ Geometridae.